# Dmitri Maksoetov

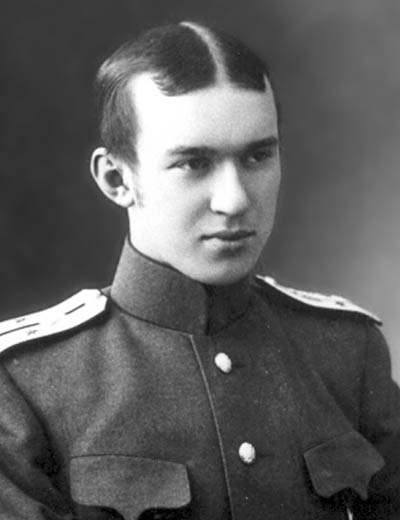
Dmitri Maksoetov in 1916

Dmitri Dmitrijevitsj Maksoetov (Russisch: Дмитрий Дмитриевич Максутов) (Odessa, 23 april [O.S. 11 april] 1896 – Leningrad, 12 augustus 1964) was een Russische opticus en astronoom. Hij is vooral bekend als de uitvinder van de Maksutovtelescoop.

## Biografie
Dmitri Dmitrijevitsj Maksoetov werd in 1896 geboren in de havenstad Odessa. Zijn vader, een marineofficier bij de Zwarte Zeevloot, kwam uit een familie met een lange marinetraditie. Zijn overgrootvader, Pjotr Ivanovitsj Maksoetov, verkreeg de titel knjaz als erkenning voor dapperheid in de oorlog, waardoor zijn familie tot de erfelijke adelstand ging behoren. Zijn grootvader, Dmitri Petrovitsj Maksoetov, was de laatste Russische gouverneur van het toen Russische Alaska, voordat dit in 1867 voor de Verenigde Staten werd gekocht.
Dmitri raakte al op jonge leeftijd geïnteresseerd in astronomie. Op zijn twaalfde bouwde hij zijn eerste telescoop (een spiegeltelescoop van 180 mm). Later las hij publicaties van de beroemde Russische opticus Aleksandr Andrejevitsj Tsjikin (1865-1924), die zijn leraar werd. Hij bouwde een veel betere 210mm-telescoop en begon serieus astronomisch onderzoek te doen. Reeds op zijn vijftiende werd hij als lid van de Russische Astronomische Vereniging aangenomen. Drie jaar later studeerde hij af aan de Militaire Technische Hogeschool in Sint-Petersburg. Van 1921 tot 1930 werkte hij aan het Natuurkundig Instituut van de Universiteit van Odessa op het gebied van de astronomische optica.
In 1930 richtte Maksoetov het Laboratorium voor Astronomische Optica aan het Staatsinstituut voor Optica Vavilov in Sint-Petersburg op, dat hij tot 1952 leidde. Dit laboratorium was een van de meest vooraanstaande astronomische onderzoeksgroepen in de USSR. Hier publiceerde hij in 1932 zijn Aberratievrije reflecterende oppervlakken en systemen, en nieuwe methoden om deze te testen, waarin hij aplanatische tweespiegelsystemen analyseerde en de compensatiemethode introduceerde, die hij reeds in 1924 had voorgesteld. Dit werd de belangrijkste testmethode voor spiegels, naast de schaduwmethode. Naar aanleiding van zijn beroemde publicatie werd hij in 1942 tot hoogleraar benoemd, en in 1946 tot corresponderend lid van de Academie van Wetenschappen van de USSR. Vanaf 1952 werkte hij aan het Astronomisch Observatorium Poelkovo, het belangrijkste observatorium van de Russische Academie van Wetenschappen. Hij overleed in 1964 in Leningrad.

## Uitvindingen

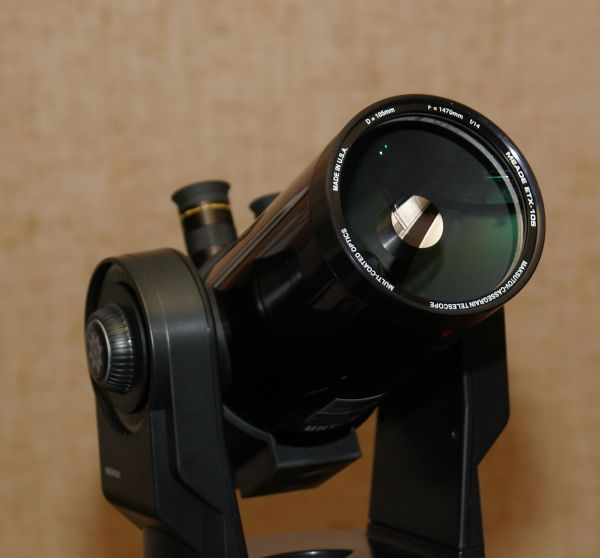
Maksoetov-spiegeltelescoop (Meade ETX105, objectiefdiameter 105 mm, brandpuntsafstand 1400 mm)

Maksoetovs bekendste bijdrage aan de optica stamt uit 1941, toen hij de naar hem genoemde Maksutovtelescoop ontwikkelde. Net als de Schmidt-telescoop corrigeert hij voor sferische aberratie door een correctielens vóór de primaire spiegel te plaatsen. Maar terwijl de Schmidt-telescoop een asferische correctieplaat ter plaatse van de intreepupil heeft, gebruikte Maksoetov een sterk gekromde negatieve meniscuslens over de volle diameter. Dmitri publiceerde zijn ontwerp begin 1944 in een artikel Nieuwe catadioptrische systemen. Niet alleen zijn eigen laboratorium gebruikte deze methode voor veel van de belangrijkste observatoria in de USSR, maar ook internationaal werd deze veel toegepast. Verschillende commerciële telescoopfabrikanten bouwen Maksoetovtelescopen, zoals Celestron, Meade, en Questar. De door de oorlog ontstane vertraging tussen zijn uitvinding in 1941 en de publicatie ervan in 1944 leidde ertoe dat enkele anderen, waaronder de Nederlander Albert Bouwers, inmiddels een soortgelijke constructie hadden ontwikkeld.
Hij maakte veel objectieven, spiegels en prisma’s, van verschillende grootte en voor verschillende, waaronder medische, doeleinden.
De krater Maksutov op de achterkant van de maan is naar hem vernoemd.

## Bekende publicaties
- D. D. Maksutov: New Catadioptric Meniscus Systems, in Journal of the Optical Society of America, 34 (1944) pag. 270-284
- D. D. Maksutov: Technologie der astronomischen Optik. VEB Verlag Technik, Berlin 1954

## Erkenningen
- Tweemaal Staatsprijs van de USSR (1941 en 1946)
- Tweemaal Leninorde (1945 en 1958)
- Eremedaille (1943)
- Grand Prix op de Expo 58 in Brussel